# Hotel Fürst zu Stolberg

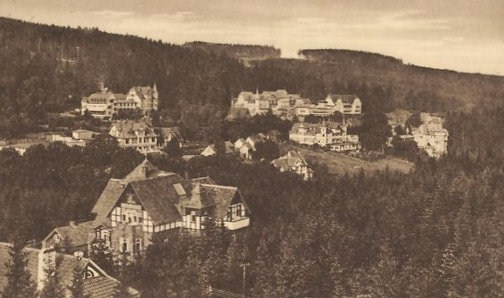
Lage des Hotels im Ort, ca. 1910

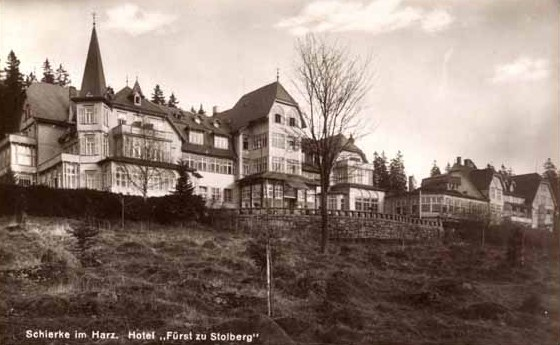
Außenansicht

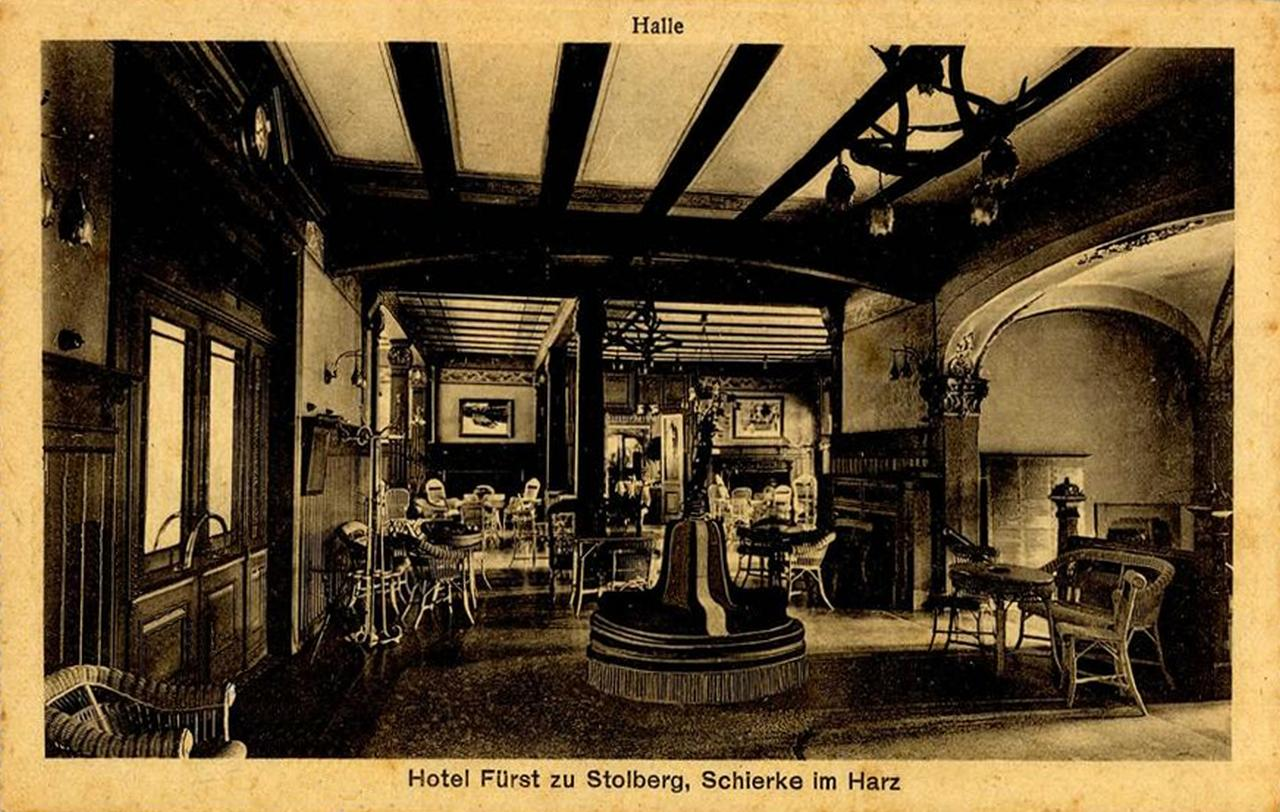
Innenaufnahme

Das Hotel Fürst zu Stolberg, von 1946 bis 1994 Hotel Heinrich Heine, war ein Luxushotel und Baudenkmal in Schierke im Landkreis Harz in Sachsen-Anhalt.

## Geschichte

### 1900–1946: Der Anfang als Luxushotel
Das Hotel wurde ab 1898 nach Plänen des Wernigeroder Architekten Ernst Niewerth als Luxushotel im harztypischen, landschaftlich geprägten Reformstil errichtet und im Jahr 1900 eröffnet. Bereits 1904 wurden die Kapazitäten um einen weiteren Wohnflügel erweitert. Das Hotel verfügte über eine eigene Konditorei, ein Wiener Restaurant mit Billardtischen, eine Zentralheizung, elektrische Beleuchtung und eine Tankstelle. Auf dem Gelände gab es zahlreiche Tennisplätze sowie eine Rodelbahn.
Unter anderem sollen hier 1936 Königin Juliana (Niederlande) und ihr deutscher Prinzgemahl Bernhard zur Lippe-Biesterfeld zu Gast gewesen sein. Auch der Generalfeldmarschall und spätere Reichspräsident Paul von Hindenburg soll hier in den 1920er Jahren gelegentlich übernachtet haben. 1939 wurde das Hotel von einer Kieler Schiffsbaufirma mit Holzintarsien, Holzsäulen und Vertäfelungen ausgestattet.
Als der Eigentümer Georg Schwarz im Jahr 1938 verstarb, wurde das Haus zwangsversteigert und vom neuen Besitzer einer Umgestaltung unterzogen, bei der viele Verzierungen verschwanden. Während des Zweiten Weltkrieges bis 1945 wurde das Hotel als Entbindungsheim genutzt. Nach dem Zweiten Weltkrieg wurde das Hotel zunächst von sowjetischen Offizieren requiriert.

### 1946–1990: Entwicklung während der DDR
1946 wurde es in Hotel Heinrich Heine umbenannt. Der ehemalige Besitz der Deutschen Hypothekenbank in Weimar wurde verstaatlicht und anschließend ein „Dorado der Ostzonenminister und hohen Parteifunktionäre“. Als in der Bevölkerung Gerüchte über das Luxusleben der Parteifunktionäre aufkamen, wurde der Hoteldirektor verhaftet. Zu der Umgestaltung des Hotels danach schreibt der Spiegel 1950:
„Über die breite Hotelfassade waren große Spruchbänder gespannt. Der malerische Vorplatz war mit flatternden roten Fahnen und Stalinbildern garniert. In den großen, mit Verlourteppichen und Parkett ausgelegten Gesellschaftsräumen hielten FDJ-Aktivisten Frühsport und Rollschuhübungen ab. Nach fünfjähriger Toleranz bürgerlicher Bequemlichkeit wurde nun revolutionärer Wind gemacht“.
1968 begann die letzte große Renovierung des Hotels. Danach verfügten achtzig Prozent der Zimmer über Innentoiletten, Bad oder Dusche und zwei Waschbecken. Während der DDR war das Hotel ein beliebter Urlaubsort der „DDR-Prominenz“ und fast ständig ausgebucht. Prominente Gäste während dieser Zeit waren u. a. der damalige DDR-Präsident Wilhelm Pieck, Karl-Eduard von Schnitzler, Willi Schwabe, Christa Wolf, Kurt Masur, Bodo Uhse und Peter Przybylski. Auch Georg Lukacs hat bei seinem letzten DDR-Besuch hier seinen Urlaub verbracht.

### 1990–1995: Schließung und Verfall
Nach der Wende wurde das Hotel den wachsenden Ansprüchen westlicher Touristen nicht mehr gerecht. Der damalige Direktor Hans-Jörg Sauerzapfe beklagte, dass die Gäste nun „zum Beispiel das Vorherrschen von Spülkästen mit Strippe auf den Zimmern und das Fehlen von modernen Mischbatterien“ bemängelten.
Das Hotel wurde 1993 von der Treuhandanstalt an die Eigentumsgesellschaft Resort Hotel GmbH & Co. Objekte Harz KG verkauft. Betreibergesellschaft wurden die Travel Charme Hotels als Nachfolger des DDR-Reisebüros. Grundlage war ein Investitionsvorrangbescheid, in dem rund 60 Arbeitsplätze zugesagt worden waren. Da die Travel Charme-Hotelkette aber hauptsächlich in Fünfsterne-Häuser investierte, sei das Heinrich-Heine-Hotel nicht berücksichtigt worden. Es habe kein Interesse an einer Sanierung bestanden, was wohl auch daran gelegen habe, dass sich ganz Schierke damals auf „DDR-Niveau“ befunden habe: „Zu einem Fünf-Sterne-Haus gehört eine Fünf-Sterne-Infrastruktur im Umfeld“, so Sauerzapfe. Öffentlich wurde daher 2002 in der Harzer Volksstimme der Vorwurf erhoben, das Hotel sei 1993 „nur vorsorglich als Spekulationsobjekt erworben“ worden.
Das Hotel wurde zum Jahreswechsel 1994/95 geschlossen. Nach der Schließung wurde das Hotel von einem spanischen Käufer erworben, der das Hotel jahrelang verfallen ließ, sodass es 2013 zur Zwangsversteigerung kam.

### 1995–2016: Leerstand, Rettungsversuch und Abriss

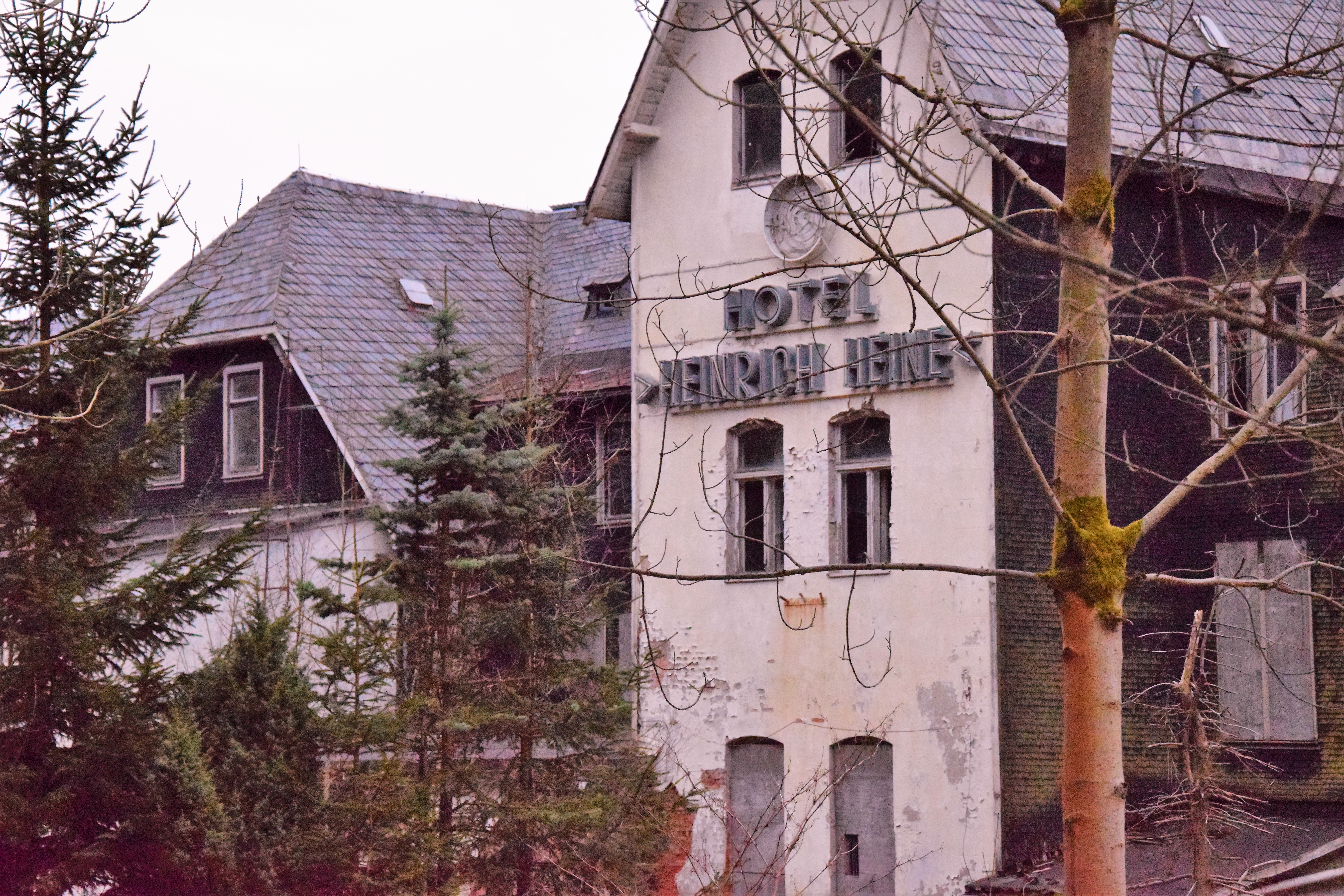
Das schon stark verfallene Hotel kurz vor dem Abriss im April 2016

Nach jahrelangem Leerstand ersteigerte die Stadtverwaltung von Wernigerode (Schierke gehört seit 2009 infolge einer Eingemeindung offiziell zu Wernigerode) im Juli 2013 das Hotel in der Zwangsversteigerung und beschloss im Dezember 2013, durch die Umwidmung von Mitteln für das Förderprogramm Stadtumbau Ost vorläufige Erhaltungsmaßnahmen einzuhalten. Ziel des Ortsentwicklungskonzeptes sei es, neue moderne Attraktionen in Schierke zu schaffen und gleichzeitig ein Stück historische Identität des Brockenorts zu bewahren. Diese Entscheidung wurde vom Vertreter der Linkspartei kritisiert.
Ein Gutachten im August 2014 kam zum Ergebnis, dass die Hälfte der Hotelanlage reif für den Abriss sei. Laut dem Baudezernenten von Wernigerode gab es nun drei Möglichkeiten: Den Abriss der Ruine, einen teilweisen Erhalt oder die Rekonstruktion der verfallenen Bausubstanz. Das Projekt sollte aber nicht von vornherein aufgegeben werden, da die Architektur des Gebäudes einen starken gestalterischen Bezug auf die Harzregion nehme und das Ortsbild durch Häuser wie dieses entscheidend geprägt worden sei.
Im September 2015 berichtete die Zeitung Volksstimme, dass die Hildesheimer Lüder Unternehmensgruppe, die auch an einem Projekt zur Erschließung des Skigebietes am Wurmberg von Schierke aus beteiligt ist, Interesse an dem Hotelkomplex bekundet, den Kauf des Hotels aber von der Realisierung dieses Projektes abhängig gemacht hat.

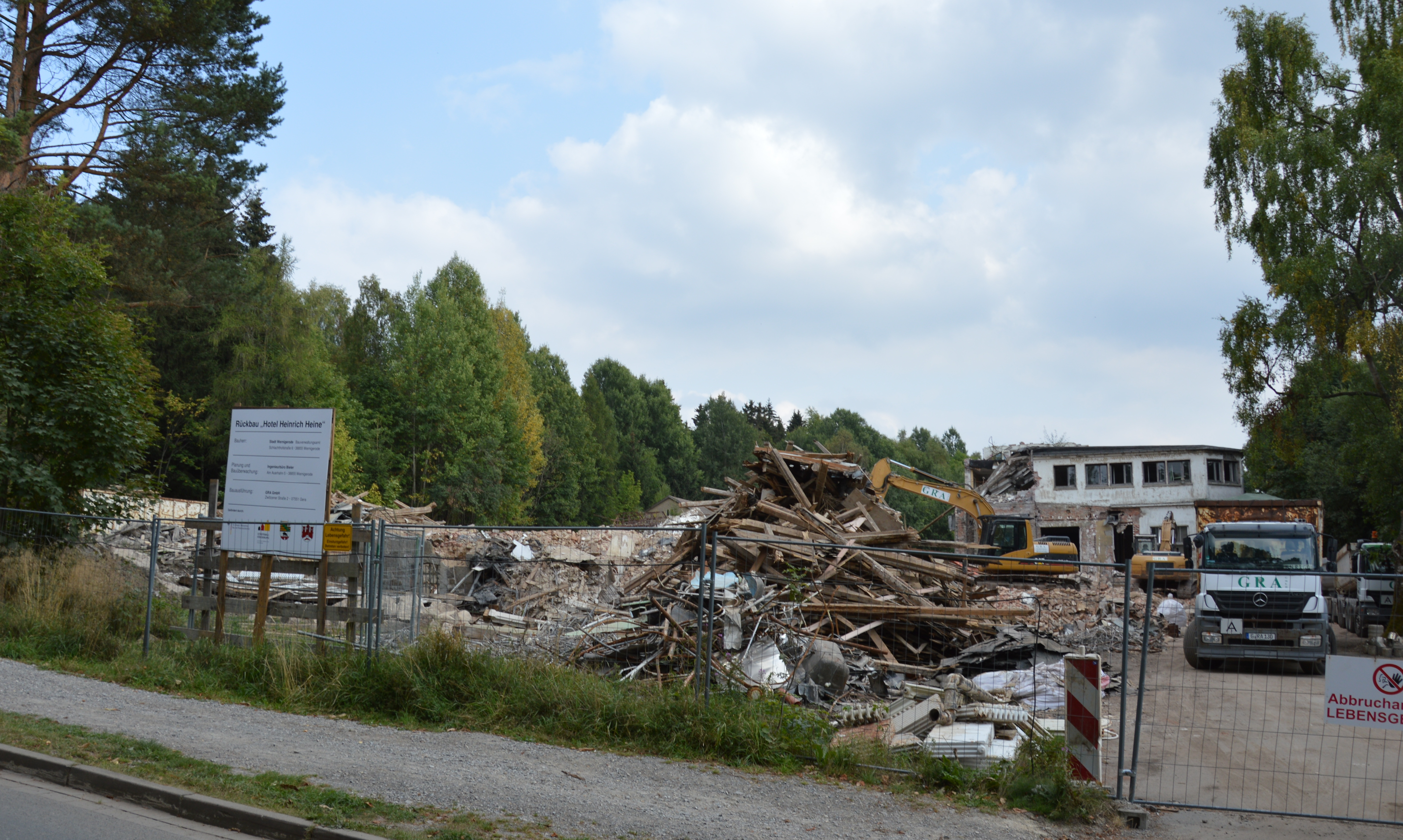
Abrissarbeiten im September 2016

Im Februar 2016 genehmigte der Stadtrat von Wernigerode den Abriss des Hotels, um einer Ferienhausanlage mit dem Namen „Heinrich-Heine-Resort“ Platz zu machen. Der Zustand des Gebäudes sei laut der Verantwortlichen für die städtischen Liegenschaften „gravierend schlimm“ und das denkmalgeschützte Gebäude nicht mehr zu retten. Es seien 37 Holzhäuser mit rund 180 Betten geplant, dazu ein zentrales Empfangsgebäude mit Rezeption, Wirtschaftsgebäude, ein Heizhaus sowie ein eigenes Fernwärmenetz.
Ende Juni 2016 begannen die zuvor beschlossenen Abrissarbeiten, die im September desselben Jahres abgeschlossen waren. Im April 2017 wurde die Einweihung der Ferienanlage zum Jahresende 2017 angekündigt. Das Projekt hat eine Investitionssumme von 14 Mio. Euro. Am 15. Dezember 2017 wurde die Ferienanlage unter dem Namen „Das Schierke“ mit dem Zusatz „Harzresort am Brocken“ eröffnet.